# Марцель Гайстер
Марцель Гайстер (нім. Marcel Heister, нар. 27 липня 1992, Альбштадт) — німецький футболіст, лівий захисник клубу «Лудогорець».

## Ігрова кар'єра
Народився 27 липня 1992 року в місті Альбштадт. Вихованець юнацьких команд футбольних клубів «Гаммертінген», «Ройтлінген» та «Гоффенгайм 1899». З 2011 року став виступати за резервну команду «Гоффенгайму» у Регіоналлізі, взявши участь у 26 матчах чемпіонату, втім до першої команди так і не пробився.
В кінці серпня 2012 року Гайстер перейшов у хорватський «Задар», підписавши чотирирічний контракт до кінця червня 2016 року. 1 вересня 2012 року Марцель дебютував у професійному футболі, зігравши у матчі чемпіонату проти клубу «Істра 1961» (1:1), в якому вийшов на 78-й хвилині замість Маріо Білена. Загалом відіграв за команду з Задара наступні два сезони своєї ігрової кар'єри, за час якої був переведений з позиції лівого вінгера, на якій грав в юнацькому футболі, на позицію лівого захисника, яка стала його основною на дорослому рівні .
На початку 2014 року уклав контракт з іншим місцевим клубом клубом «Істра 1961», у складі якого провів наступні два з половиною роки своєї кар'єри гравця. З сезону 2014/15 став основним гравцем команди, за яку провів загалом 64 гри чемпіонату і забив 3 голи.
З 15 липня 2016 року два сезони захищав кольори ізраїльського клубу «Бейтар» (Єрусалим). Граючи у складі єрусалимського «Бейтара» також здебільшого виходив на поле в основному складі команди.
4 липня 2018 року він підписав контракт з угорським «Ференцварошем». У 2019 році він допоміг команді виграти чемпіонат, а через рік повторив досягнення. Станом на 6 жовтня 2020 року відіграв за клуб з Будапешта 50 матчів в національному чемпіонаті.
20 червня 2023 року перейшов до складу болгарського  «Лудогорця».

## Титули і досягнення
- Чемпіон Угорщини (3):

«Ференцварош»:  2018–19, 2019–20, 2020–21
- Володар Суперкубка Болгарії (1):

«Лудогорець»: 2023

## Особисте життя
Гайстер частково хорватського та придунайського швабського походження, а його бабуся і дідусь по батькові Йозеф Гайстер та Даніка Марич переїхали разом із батьком Лукасом до Німеччини з хорватського містечка Церна.